# Soledad Bravo
Soledad Bravo, (Logroño, 1943. január 1. –) spanyol származású venezuelai énekesnő.

## Pályafutása
Soledad Bravo a spanyolországi Logroñoban született. Édesapja spanyol republikánus volt. A család Venezuelába költözött, még amikor Soledad fiatal volt. Soledad 24 évesen építészetet és filozófiát kezdett tanulni az Universidad Central de Venezuela-n. Ekkor kezdett fellépni is. Egy évvel később, 1968-ban kiadta debütáláló lemezét „Soledad Bravo Canta” címmel. Hamar sztár lett Venezuelában és Dél-Amerika más országaiban is.
A következő években együttműködött Atahualpa Yupanquival, Gilberto Gillel és Európában, valamint Amerikában élő, fellépő művészekkel.
Soledad Bravo epertoárján tüzes karibi és latin ritmusok, valamint szefárd elégiák és szívmelengető balladák szerepelnek. Latin-Amerika egyik legjobb hangjaként tartják számon. Egyik legnépszerűbb és legismertebb dala a Hasta siempre, comandante − Carlos Puebla kubai himnuszának feldolgozása.

## Albumok
- Soledad Bravo Canta (1968)
- Soledad (1969)
- Soledad Bravo, Vol. 3 (1970)
- Soledad Bravo, Vol. 4 (1973)
- Cantos De La Nueva Trova Cubana (1974)
- Canto La Poesia De Mis Companeros (1975)
- Rafael Alberti  (1977)
- Flor Del Cacao (1979)
- Cantos Sefardíes (1980)
- Caribe (1982)
- Mambembe (1983)
- Con Amor... Boleros (1992)
- Volando Voy (1993)
- Arrastrando La Cobija (1994)
- En Vivo (1994)
- Songs of Venezuela (1995)
- Raíces (1995)
- Cuando Hay Amor (1996)
- Cantos Revolucionarios De América Latina (1997)
- Paloma Negra (2001)
- Homenaje à Alfredo Zitarrosa (2002)

## Fordítás
Ez a szócikk részben vagy egészben  a   Soledad Bravo című angol Wikipédia-szócikk ezen változatának fordításán alapul.  Az eredeti cikk szerkesztőit annak laptörténete sorolja fel. Ez a jelzés csupán a megfogalmazás eredetét és a szerzői jogokat jelzi, nem szolgál a cikkben szereplő információk forrásmegjelöléseként.